# J. P. Manoux

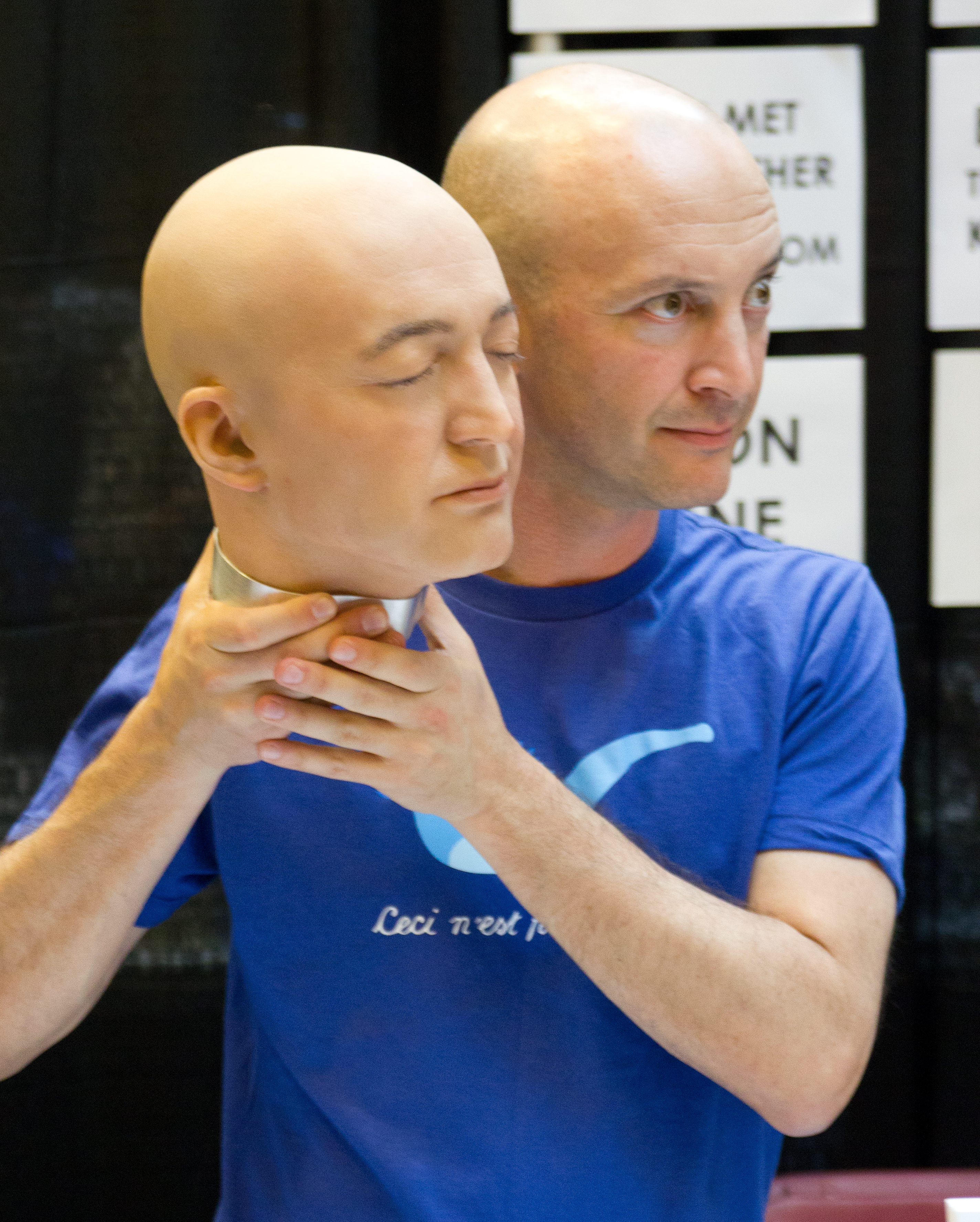
J. P. Manoux, 2012

Jean-Paul Christophe Manoux (* 8. Juni 1969 in Santa Barbara, Kalifornien) ist ein US-amerikanischer Schauspieler und Synchronsprecher.

## Leben
J. P. Manoux ist das älteste Kind der Familie und hat sechs Geschwister. Ab 1996 spielte er den Dustin Crenshaw in der Krankenhaus-Serie Emergency Room – Die Notaufnahme und ab 2004 eine Doppelrolle in der Disney-Serie Phil aus der Zukunft als Curtis der Höhlenmensch und Vize-Schulleiter Hackett. In der Disney-XD-Serie Aaron Stone war er als S.T.A.N. der Android zu sehen. Weiterhin gehörte Manoux zur Stammbesetzung von The Wayne Brady Show. Ansonsten ist er dem Publikum durch Gastrollen in den Serien Angel – Jäger der Finsternis, Charmed – Zauberhafte Hexen, Smallville, How I Met Your Mother, Scrubs – Die Anfänger und Crossing Jordan – Pathologin mit Profil bekannt. Neben Fernsehserien ist er auch regelmäßig in kleineren Rollen wie in den Michael-Bay-Filmen Transformers und Die Insel zu sehen.
Manoux ist auch als Synchronsprecher tätig, so spricht er in Kuzco’s Königsklasse, der Serienfortsetzung von Disneys Ein Königreich für ein Lama den Kuzco, sowie meist in weiteren Disney-Produktionen.
Er führte Regie in einigen Folgen von Aaron Stone und Phil aus der Zukunft.

## Filmografie (Auswahl)
- 1996–2008: Emergency Room – Die Notaufnahme (ER, Fernsehserie, 24 Folgen)
- 2000: Angel – Jäger der Finsternis (Angel, Fernsehserie, Folge 2x02 Are You Now or Have You Ever Been)
- 2001: Ocean’s Eleven
- 2001: King of Queens (The King of Queens, Fernsehserie, Folge 3x21 Departure Time)
- 2001–2002: The Wayne Brady Show (Fernsehserie, 6 Folgen)
- 2003: Charmed – Zauberhafte Hexen (Charmed, Fernsehserie, Folge 5x15 The Day the Magic Died)
- 2004: Smallville (Fernsehserie, Folge 4x06 Transference)
- 2004: Eurotrip (EuroTrip)
- 2004–2005: Phil aus der Zukunft (Phil of the Future, Fernsehserie, 30 Folgen)
- 2005: How I Met Your Mother (Fernsehserie, Folge 1x11 The Limo)
- 2005: Die Insel (The Island)
- 2006: Scrubs – Die Anfänger (Scrubs, Fernsehserie, Folge 5x02 My Rite of Passage)
- 2006: Crossing Jordan – Pathologin mit Profil (Crossing Jordan – Pathologin mit Profil, Fernsehserie, Folge  5x19 Mysterious Ways)
- 2006–2008: Kuzco’s Königsklasse (The Emperor’s New School, Fernsehserie, 52 Folgen, Stimme)
- 2007: Beim ersten Mal (Knocked Up)
- 2007: Transformers
- 2007: Monk (Monk, Fernsehserie, Folge 6x09 Mr. Monk streift durch die Nacht)
- 2008: Bolt – Ein Hund für alle Fälle (Bolt, Stimme)
- 2009–2010: Aaron Stone (Fernsehserie, 34 Folgen)
- 2012–2013: Community (Fernsehserie, 4 Folgen)
- 2013: Scary Movie 5
- 2013: Modern Family (Fernsehserie, Folge 5x02 First Days)
- 2015–2015: Spun Out (Fernsehserie, 25 Folgen)
- 2016–2019: Veep – Die Vizepräsidentin (Veep, Fernsehserie, 8 Folgen)
- 2018: Swedish Dicks (Fernsehserie, 4 Folgen)
- 2021: Nobody
- seit 2025: Running Point (Fernsehserie)